# PACT
PACT är en akronym som används inom interaktionsdesign och står för People, Activities, Contexts, Technologies. PACT är en struktur som används för att analysera med vem, med vad, var och hur användaren interagerar med ett gränssnitt.